# Landstingsvalget 1853
Landstingsvalget 1853 var det andet landstingsvalg i Danmark. Det blev afholdt 3. juni 1853 og alle 52 medlemmer af Landstinget var på valg.

## Baggrund
Rigsdagen var blevet opløst 19. april 1853 fordi der ikke havde været det fornødne tre fjerdedels flertal som krævet i junigrundlovens § 4 til at ændre den danske arvefølge. Samme dag blev der udskrevet nyvalg til Folketinget til afholdelse 27. maj og til Landstinget til afholdelse 3. juni. Valgmændene til Landstinget blev valgt 13. maj.

## Valg af valgmænd
Alle købstæder og sognekommuner (benævnt sogneforstanderskabsdistikter i valgloven) udgjorde en valgmandskreds. Københavns 9 folketingsvalgkredse var hver også en valgmandskreds. Alle valgmandskredse valgte mindst en valgmand og derudover 1 for hver 100 vælgere i kredsen udover 149.
De stemmeberettigede var de samme som til folketingsvalg. Det vil sige uberygtede mænd som havde indfødsret og var fyldt 30 år og som havde boet i samme folketingsvalgkreds eller by i mindst 1 år, med undtagelse af tyende, umyndiggjorde, personer som havde fået fattighjælp som ikke var eftergivet eller tilbagebetalt og fallenter (se også Valgret#Valgrettens historie i Danmark).
Valgbare som valgmænd var alle vælgere i valgmandskredsen. Alle vælgere havde pligt til modtage valg medmindre de havde en gyldig grund til at afslå valget. Hvis en valgt valgmand uden gyldig grund ikke deltog i landstingsvalget, var straffen en bøde på 20 rigsdaler som tilfaldt kommunens fattigkasse.
Valget foregik på offentlige møder hvor hver vælger efter tur mundtligt stemte på så mange valgmænd som skulle vælges i valgmandskredsen. De som fik flest stemmer, blev valgt.
I de ni valgmandskredse i København stemte 2370 vælgere den 21. maj, svarende til ca. 16. af de valgberettigede.

## Landtingsvalgene
Valgene til Landstinget foregik i Danmark i 11 landstingskredse som i alt valgte 51 landstingsmedlemmer.
Valgbare til Landstinget var uberygtede mænd som havde indfødsret og var fyldt 40 år og som i 1852 havde betalt mindst 200 rigsdaler i direkte skat til kommune eller stat, eller havde haft en indtægt på mindst 1200 rigsdaler. Hvis forholdet mellem antal indbyggere og antal valgbare i en landstingskreds var mindre end 1:1000 (det vil sige hvis mindre end 1 promille af befolkningen var valgbare), kunne antallet af valgbare forøges ved at medtage de som betalte mest i skat, indtil forholdet 1:1000 (1 promille) var nået. Den regel kom ikke til anvendelse ved valget i 1853. Antallet af valgbare var forholdsvist lavest i 4. landstingskreds (Bornholm) hvor 1,3 promille af indbyggerne var valgbare og højest i 1. landstingskreds (København) hvor 9,3 promille af indbyggerne var valgbare. For hele landet var 3,0 promille valgbare.
| Kreds | Valgsted    | Folketal  | Valgbare | Andel (promille) |
| ----- | ----------- | --------- | -------- | ---------------- |
| 1.    | København   | 129.695   | 1.207    | 9,3 ‰            |
| 2.    | Roskilde    | 225.755   | 907      | 4,0 ‰            |
| 3.    | Næstved     | 153.010   | 307      | 2,0 ‰            |
| 4.    | Rønne       | 27.927    | 37       | 1,3 ‰            |
| 5.    | Nykøbing F. | 79.017    | 202      | 2,6 ‰            |
| 6.    | Odense      | 187.818   | 387      | 2,1 ‰            |
| 7.    | Ålborg      | 137.316   | 284      | 2,1 ‰            |
| 8.    | Skive       | 100.121   | 187      | 1,9 ‰            |
| 9.    | Randers     | 154.952   | 346      | 2,2 ‰            |
| 10.   | Horsens     | 119.957   | 231      | 1,9 ‰            |
| 11.   | Varde       | 92.179    | 131      | 1,4 ‰            |
| I alt |             | 1.407.747 | 4.226    | 3,0 ‰            |

Valgene var skriftlige og hemmelige. Hver valgmand udfyldte en stemmeseddel med det antal navne som der skulle vælges i valgkredsen. De som fik flest stemmer, blev valgt hvis de var på mere end halvdelen af stemmesedlerne. Dog skulle mindst 3 ud af 4 valgte have boet i landstingskredsen det seneste år. Hvis disse krav medførte at der ikke blev valgt nok landstingsmedlemmer, blev der holdt omvalg for de ubesatte pladser. Hvis der stadig ikke var valgt nok landstingsmedlemmer, blev der holdt yderligere bundne omvalg for de ubesatte pladser hvor der kun kunne stemmes på de som havde fået flest stemmer i forrige valg, indtil alle pladser var besat.

## Færøerne
Det blev besluttet ved lov af 29. december 1850 at udvide Landstinget med 1 medlem valgt på Færøerne som derved blev den 12. landstingskreds.

## Landstingskredsene
De 11 landstingskredse i Danmark var:
1. Staden København (5 medlemmer)
2. Københavns, Frederiksborg og Holbæk Amt (8 medlemmer)
3. Sorø og Præstø Amt (5 medlemmer)
4. Bornholms Amt (1 medlem)
5. Maribo Amt (3 medlemmer)
6. Odense og Svendborg Amter (7 medlemmer)
7. Hjørring og Ålborg Amter (5 medlemmer)
8. Thisted Amt og dele af Viborg og Ringkøbing Amter (4 medlemmer)
9. Århus og Randers Amt og dele af Viborg Amt (6 medlemmer)
10. Vejle og Skanderborg Amter (4 medlemmer)
11. Ribe Amt og dele af Ringkøbing Amt (3 medlemmer)

Viborg Amt var delt mellem 8. og 9. landstingskreds. Den vestlige del bestående af købstaden Skive, og Nørre, Rødding, Harre, Hindborg og Fjends Herreder hørte til 8. landstingskreds. Den østlige del bestående af købstaden Viborg, og Rinds, Nørlyng, Sønderlyng, Lysgård, Hids, Houlbjerg og Middelsom Herreder hørte til 9. landstingskreds.
Ringkøbing Amt var delt mellem 8. og 11. landstingskreds. Den nordlige del bestående af købstæderne Holstebro og Lemvig, og Skodborg, Vandfuld, Hjerm, Ginding og Ulfborg Herreder hørte til 8. landstingskreds. Købstaden Ringkøbing, og Hammerum, Hind, Bølling og Nørre Horne Herreder hørte til 11. landstingskreds.

## Valgresultater

### 1. landstingskreds
Valget blev afholdt i den daværende folketingssal på Christiansborg Slot. Der var 143 ud af 147 valgmænd til stede, og der krævedes 72 stemmer for at blive valgt. De valgte var:
1. Etatsråd, højesteretsassessor Bruun med 135 stemmer (genvalg)
2. Oberstløjnant Andræ med 127 stemmer
3. Professor Clausen med 127 stemmer
4. Etatsråd, professor Larsen med 127 stemmer
5. Etatsråd, professor Madvig med 127 stemmer

P.D. Bruun blev også valgt i 9. kreds, hvis mandat han brugte.
De tre professorer H.N. Clausen, J.E. Larsen og J.N. Madvig udtrådte 27. og 28. august 1854.
Suppleringsvalg
- Valg 16. juni 1853 til afløser for Bruun (140 valgmænd var til stede):[25][26]
  - Dispachør Abraham Wessely valgt med 76 stemmer.
- Valg 27. september 1854 til afløsere for Andræ, Larsen og Madvig (137 valgmænd var til stede):[27][28]
  - Oberst H.J. Blom med 134 stemmer
  - Professor, dr.jur. Bornemann med 119 stemmer
  - Etatsråd, grosserer Andreas Hansen med 90 stemmer.

Bornemann og Hansen afslog begge valget.
- Valg 7. oktober 1854 til afløsere for Bornemann og Hansen (136 valgmænd var til stede):[31]
  - Rådḿand, grosserer N.J. Meinert valgt med 101 stemmer.
  - Professor Carl Mundt valgt med 95 stemmer.

### 2. landstingskreds
Valgte:
1. Proprietær C.V. Thalbitzer på Katrinebjerg ved Roskilde med 338 stemmer
2. Højesteretsadvokat O.C. Blechingberg, København med 232 stemmer
3. Skibsklarerer N.P. Kirch, Helsingør med 231 stemmer
4. Gårdmand Ole Nielsen, Havsgård ved Købenahvn med 221 stemmer
5. Skoledirektør V.A. Borgen, Købehanvn med 216 stemmer
6. Gårdmand Peder Hansen, Udesundby ved Frederikssund med 210 stemmer
7. Gårdmand Jens Pedersen, Udlejre ved Frederikssund med 206 stemmer
8. Gårdejer Frederik Jørgensen, Sandlynggård med 192 stemmer

Blechingberg modtog ikke valget.
Suppleringsvalg
- Balthazar Christensen valgt i stedet for Blechingberg 5. juli 1853.[35]

### 3. landstingskreds
249 valgmænd valgte:
1. Grev A.W. Moltke, 249 stemmer (enstemmigt)
2. Justitsråd Søren Leuning, 209 stemmer
3. Møller F. Johannsen, 205 stemmer
4. Pastor A.A. Sørensen, 196 stemmer
5. Gårdmand Jens Christensen, 195 stemmer

Sørensen fratrådte 30. juni 1854.
Leuning fratrådte 1. september 1854.
Suppleringsvalg
- Raadmand Joachim Driefer valgt i stedet for Sørensen 25. august 1854.[38]
- Købmand H.H. Schou valgt i stedet for Leuning 28. september 1854.[39]

### 4. landstingskreds
Valgt:
1. Amtmand L.V.H. Krabbe, 44 stemmer

### 5. landstingskreds
Valgte:
1. Proprietær Frederik Drejer, 101 stemmer
2. Pastor A.H. Blume, 90 stemmer
3. Gårdejer Lange, 86 stemmer

Blume fratrådte 22. august 1854.
Suppleringsvalg
- Gårdejer Hans Hansen valgt i stedet for Blume 29. september 1854 med 83 stemmer.[42]

### 6. landstingskreds
301 ud af 303 valgmænd deltog i valget:
1. Amtmand I.J. Unsgaard, 301 stemmer
2. Gehejmeråd C.E. Bardenfleth, 246 stemmer
3. Arvefæster Gustav Schroll, 214 stemmer
4. Gårdmand Adolph Jørgensen, 194 stemmer
5. Exam.jur. C.A, Maaløe, 184 stemmer
6. Pastor D.A. Holberg, 170 stemmer
7. Proprietær Niels Andersen, 158 stemmer

Maaløe døde 14. juli 1853.
Unsgaard fratrådte 3. maj 1854.
Jørgensen fratrådte 22. maj 1854.
Bardenfleth fratrådte 12. november 1854.
Suppleringsvalg
- Gårdejer Christian Mortensen valgt i stedet for Maaløe 16. september 1853.[47]

Valget 23. august 1853 af afløsere for Unsgaard og Jørgensen:
- Mølleejer M.G. Krag valgt i første valgrunde.[48]
- Proprietær Peter Mayntz valgt ved omvalg.[49]

Valget til afløser for Bardenfleth 9. januar 1855:
- Amtmand I.J. Unsgaard valgt igen.[44]

### 7. landstingskreds
212 valgmænd valgte i første valgrunde:
1. Overauditør, rådmand J.M. Qvist, 212 stemmer (enstemmigt)
2. Etatsråd Carl Simony, 211 stemmer
3. Kammerråd, prokurator Jens Petersen
4. Godsejer Christoffer Nyholm, 130 stemmer

I anden valgrunde om kredsens 5. og sidste mandat fik ingen det fornødne flertal. Flest stemmer fik gårdmand Erik Christensen og gårdejer P. Berthelsen begge med 99 ud af 211 afgivne stemmer. Ved det bundne omvalg hvor der kun kunne stemmes på disse to kandidater, valgtes Christensen med 108 stemmer mod 104 stemmer til Berthelsen:
1. Ved bundet omvalg: Gårdmand Erik Christensen, 108 stemmer

### 8. landstingskreds
Valgte:
1. Proprietær Jacob Boserup, 124 stemmer
2. Justitsråd A.E.M. Tang, 113 stemmer
3. Professor Vilhelm Bjerring, 101 stemmer
4. I.C. Nørgaard, Næsgård, 94 stemmer

Nørgaard fratrådte 25. juli 1854.
Bjerring fratrådte 20. august 1854.
Suppleringsvalg
- Agent H.D. Lützhøft valgt 27. september 1854.[53]

### 9. landstingskreds
Valgte:
1. Kammerråd N.B. Krarup, 232 stemmer
2. Højesteretsassessor P.D. Bruun, 170 stemmer
3. Gårdmand P.C. Jørgensen, 165 stemmer
4. Kammerjunker, baron Iver Rosenkranz, 142 stemmer
5. Ritmester Johs. Friis, 135 stemmer
6. Professor A.F. Bergsøe, 134 stemmer

Bergsøe døde 16. januar 1854.
Suppleringsvalg
- ? efter Bergsøe

### 10. landstingskreds
Valgte:
1. Oberst, kammerherre Mathias Lüttichau
2. Overkrigskommissær J.P.C. Holst
3. Oberstløjnant J.C.H. Lemmich
4. Møller Niels Knudsen

Lüttichau fratrådte 22. juli 1854.
Suppleringsvalg
- Orla Lehmann valgt 27. september 1854.[56]

### 11. landstingskreds
Valgt i første valg:
1. Kammerjunker Georg Tillisch med 80 stemmer

Valgt ved omvalg:
1. Grev Sigismund Schulin med 80 stemmer
2. Kammerråd Mads Brødsgaard med 77 stemmer

Brødsgaard modtog ikke valget.
Tillisch fratrådte 2. september 1854.
Suppleringsvalg
- Sognepræst Petrus Lundsteen valgt i stedet for Brødsgaard 30. juni 1853.[59]
- Pastor Chr. Nyrop, Holmsland blev valgt i stedet for Tillisch, men modtog ikke valget.[60]
- Proprietær Thomas Bruhn valgt i stedet for Nyrop 31. oktober 1854.[60]

### 12. landstingskreds (Færøerne)
1. Otto Jørgensen, valgt 26. juli 1853 uden modkandidat.[34]